# Граф Александер Тунисский
Граф Александер Тунисский — аристократический титул в системе Пэрства Соединённого королевства. Он был создан 14 марта 1952 года для выдающегося английского полководца, фельдмаршала Гарольда Александера, 1-го виконта Александера Тунисского (1891—1969). Он также получил титулы виконта Александера Тунисского из Эрригал в графстве Донегол 1 марта 1946 года и титул барона Ридо из Оттавы и Касл Дерг в графстве Тирон (14 марта 1952). Все эти титулы являлись Пэрством Соединённого королевства. Гарольд Александер был третьим сыном Джеймса Александера, 4-го графа Каледона (1846—1898).
Ему наследовал его старший сын, Шейн Уильям Десмонд Александер, 2-й граф Александер Тунисский (род. 1935), нынешний обладатель графского титула. Он кратко занимал пост лорда-в-ожидании в правительстве Эдварда Хита (январь — март 1974). В 1999 году после принятия Палатой лордов акта о пэрах он лишился своего места в верхней палате парламента. Будучи потомком 4-го графа Каледона, он является претендентом на этот графский титул и его дополнительные титулы. С 1980 по 1990 год он был наследником титула графа Каледон до рождения Фредерика Джеймса Александера, виконта Александера, сына и наследника Николаса Александера, нынешнего (7-го) графа Каледона.

## Графы Александер Тунисский (1952)
- Харольд Руперт Леофрик Джордж Александер, 1-й граф Александер Тунисский (10 декабря 1891 — 16 июня 1969), третий сын 4-го графа Каледона
- Шейн Уильям Десмонд Александер, 2-й граф Александер Тунисский (род. 30 июня 1935), старший сын предыдущего. Был дважды женат, имеет двух дочерей
  - Наследник: Достопочтенный Брайан Джеймс Александер (род. 31 июля 1939), младший брат предыдущего, холост.